# Christian Aigens
Anders Peter Christian Aigens (* 21. Juli 1870  in Kopenhagen; † 15. März 1940 ebenda) war ein dänischer Künstler.

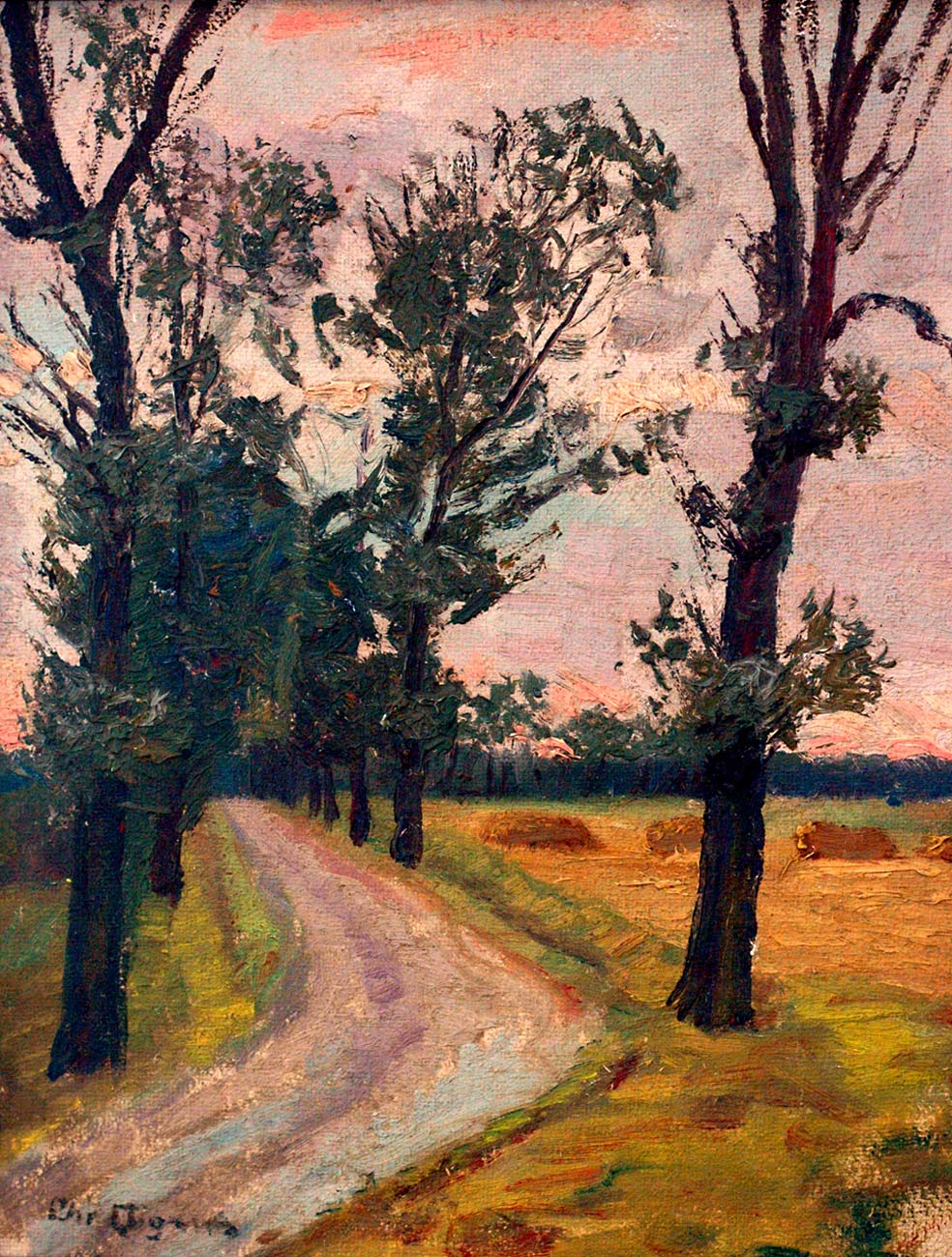
Christian Aigens, ca. 1920: Landschaft, Öl auf Leinwand.

## Leben
Seine Ausbildung erhielt Aigens zunächst an Kunstnernes Frie Studieskoler, einer Schule, die von den impressionistischen Skagenmalern gegründet wurde. Zu diesen gehörten Peder Severin Krøyer, Laurits Tuxen, Michael Ancher und andere renommierte dänische Künstler dieser Zeit. Er studierte von 1888 bis 1890 an der Kunstakademie Kopenhagen. Reisen führten ihn 1900 in die Schweiz und 1906/07 auf die Färöer. In seiner Jugend verbrachte er die Sommer in Skagen.
Aigens war vor allem Porträt- und Figurenmaler, er schuf aber auch Landschaften. Er wurde stark durch seinen zehn Jahre älteren Landsmann Julius Paulsen beeinflusst. Aigens gehörte zu einer Künstlergruppe um Poul Friis Nybo (1869–1929). Diese wurde bekannt durch ihre Darstellung von durch Lampenlicht beleuchtete Innenräume mit und ohne Personen. Zwischen 1908 und 1932 malte Aigens mehrere Porträts des Schriftstellers Christian Engelstoft (1876–1945). Eines dieser Bildnisse befindet sich im Museum in Aalborg.
Viele seiner Motive fand Aigens, indem er die Bevölkerung im Alltag und bei der Arbeit beobachtete. Zahlreiche seiner Figurenmalereien tragen anekdotenhafte Züge, allerdings finden sich in seinen Arbeiten auch sozialrealistische Elemente.